# Arrondissement de Val-de-Briey
L'arrondissement de Val-de-Briey, appelé arrondissement de Briey jusqu'au 1er janvier 2023, est une division administrative française, située dans le département de Meurthe-et-Moselle et la région Grand Est.

## Composition

### Découpage cantonal de 1973 à 2015
- canton d'Audun-le-Roman
- canton de Briey
- canton de Chambley-Bussières
- canton de Conflans-en-Jarnisy
- canton d'Herserange
- canton d'Homécourt
- canton de Longuyon
- canton de Longwy
- canton de Mont-Saint-Martin
- canton de Villerupt

### Découpage cantonal de 2015 à 2022
Liste des cantons de l'arrondissement de Briey :
- canton de Jarny
- canton de Longwy
- canton de Mont-Saint-Martin
- canton du Pays de Briey
- canton de Pont-à-Mousson (3 des 24 communes)
- canton de Villerupt

### Découpage communal de 2015 à 2022
Depuis 2015, le nombre de communes des arrondissements varie chaque année soit du fait du redécoupage cantonal de 2014 qui a conduit à l'ajustement de périmètres de certains arrondissements, soit à la suite de la création de communes nouvelles. Le nombre de communes de l'arrondissement de Briey est ainsi de 130 en 2015, 130 en 2016 et 128 en 2017.

### Découpage communal depuis 2023
Par arrêté préfectoral du préfet de la région Grand Est du 9 décembre 2022, les limites des arrondissements de Meurthe-et-Moselle sont révisées. Le nombre de communes passe de 128 à 115.
Au 1er janvier 2024, l'arrondissement groupe les 115 communes suivantes :
1. Abbéville-lès-Conflans
2. Affléville
3. Allamont
4. Allondrelle-la-Malmaison
5. Anderny
6. Anoux
7. Auboué
8. Audun-le-Roman
9. Avillers
10. Avril
11. Les Baroches
12. Baslieux
13. Batilly
14. Bazailles
15. Béchamps
16. Bettainvillers
17. Beuveille
18. Beuvillers
19. Boismont
20. Boncourt
21. Brainville
22. Bréhain-la-Ville
23. Bruville
24. Charency-Vezin
25. Chenières
26. Colmey
27. Conflans-en-Jarnisy
28. Cons-la-Grandville
29. Cosnes-et-Romain
30. Crusnes
31. Cutry
32. Domprix
33. Doncourt-lès-Conflans
34. Doncourt-lès-Longuyon
35. Épiez-sur-Chiers
36. Errouville
37. Fillières
38. Fléville-Lixières
39. Fresnois-la-Montagne
40. Friauville
41. Giraumont
42. Gondrecourt-Aix
43. Gorcy
44. Grand-Failly
45. Han-devant-Pierrepont
46. Hatrize
47. Haucourt-Moulaine
48. Herserange
49. Homécourt
50. Hussigny-Godbrange
51. Jarny
52. Jeandelize
53. Jœuf
54. Joppécourt
55. Jouaville
56. Joudreville
57. Labry
58. Laix
59. Landres
60. Lantéfontaine
61. Lexy
62. Longlaville
63. Longuyon
64. Longwy
65. Lubey
66. Mairy-Mainville
67. Malavillers
68. Mercy-le-Bas
69. Mercy-le-Haut
70. Mexy
71. Moineville
72. Mont-Bonvillers
73. Montigny-sur-Chiers
74. Mont-Saint-Martin
75. Morfontaine
76. Mouaville
77. Moutiers
78. Murville
79. Norroy-le-Sec
80. Olley
81. Othe
82. Ozerailles
83. Petit-Failly
84. Piennes
85. Pierrepont
86. Preutin-Higny
87. Puxe
88. Réhon
89. Saint-Ail
90. Saint-Jean-lès-Longuyon
91. Saint-Marcel
92. Saint-Pancré
93. Saint-Supplet
94. Sancy
95. Saulnes
96. Serrouville
97. Tellancourt
98. Thil
99. Thumeréville
100. Tiercelet
101. Trieux
102. Tucquegnieux
103. Ugny
104. Val de Briey
105. Valleroy
106. Ville-au-Montois
107. Ville-Houdlémont
108. Villers-la-Chèvre
109. Villers-la-Montagne
110. Villers-le-Rond
111. Villerupt
112. Ville-sur-Yron
113. Villette
114. Viviers-sur-Chiers
115. Xivry-Circourt

## Démographie
En 2022, l'arrondissement comptait 164 773 habitants.
| 1968    | 1975    | 1982    | 1990    | 1999    | 2006    | 2011    | 2016    | 2021    |
| ------- | ------- | ------- | ------- | ------- | ------- | ------- | ------- | ------- |
| 201 550 | 192 240 | 173 774 | 159 465 | 157 050 | 160 735 | 164 471 | 166 309 | 164 402 |

| 2022    | - | - | - | - | - | - | - | - |
| ------- | - | - | - | - | - | - | - | - |
| 164 773 | - | - | - | - | - | - | - | - |

## Histoire
Ancienne terre barroise, ce territoire représente la majeure partie des anciens districts de Briey et de Longwy. Ou plus anciennement, les bailliages de Briey, Villers-la-Montagne, Longuyon et Longwy.
Cet arrondissement fit d'abord partie du département de la Moselle dès 1790. En 1871, n'ayant pas été annexé par le nouvel Empire allemand (excepté quelques communes), il fut rattaché au département de la Meurthe qui devint le département de Meurthe-et-Moselle.

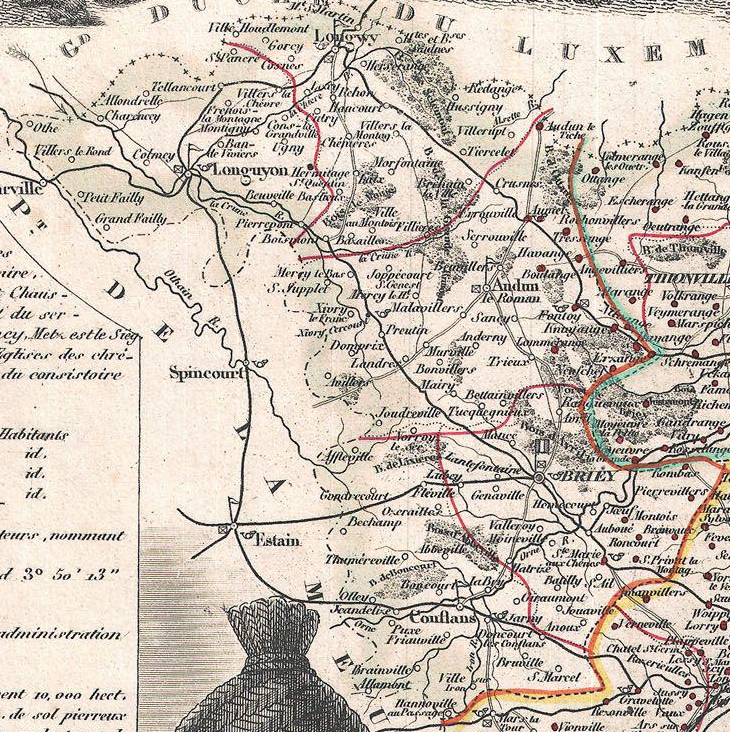
L'arrondissement de Briey vers 1852.

## Liste des sous-préfets

### Département de la Moselle
- 1800 : Claude-Nicolas EMMERY
- 1808 : Jean-Nicolas TERNAUX
- 1815 : Joseph-François GERARD
- 1815 : Zacharie MAYER
- 1830 : Jean-Jules LOYSON
- 1831 : Nicolas-Damas MARCHAND
- 1833 : Charles-Pascal de COURCELLES
- 1846 : Édouard-Barthélemy DISANT
- 1848 : M. ORY
- 1849 : M. DAGUILLON
- 1849 : Pierre-François CONRAD
- 1851 : M. DENIEE
- 1855 : Jean-Baptiste MOUTON-DUVERNET
- 1858 : Henri PAILLARD
- 1859 : Stéphen Liégeard
- 1861 : Louis AMEY de CHAMPVANS
- 1862 : Jean-Marie EIGENSCHENK
- 1865 : Julien GUILLEMOT
- 1869 : M. CHEERBRANDT

### Département de Meurthe-et-Moselle
- 1873 : Richard BRUNK DE FREUNDECK
- 1874 : M. ARSON
- 1874 : M. FERLET de BOURBONNE
- 1877 : Louis-Eugène-Henri EBELING
- 1877 : Richard BRUNK DE FREUNDECK
- 1877 : Raoul BERGER
- 1887 : M. GALLOIS
- 1888 : Joseph GIRAUD
- 1896 : Philippe CHOCARNE
- 1905 : Marc-Henri BOUCHACOURT
- 1906 : Louis-Joseph BENOIST
- 1909 : M. SENNE-DESJARDINS
- 1910 : Louis MONTREUIL
- 1912 : André MAGRE
- 1918 : M. THOME
- 1918 : Paul MASSONI
- 1924 : M. BERTIN-LEDOUX
- 1929 : Jean DISSARD
- 1931 : Xavier de BERNARDI
- 1936 : Jean-Edmond SCHMIDT
- 1941 : M. MANCEL
- 1944 : André MERLIN
- 1945 : Lucien CARCASSES
- 1948 : Lucien FERRE
- 1951 : M. ELLIA
- 1953 : M. LETHIAIS
- 1955 : M. IVERSENC
- 1956 : M. BOUSSARD
- 1959 : Fernand RUDE
- 1962 : Bernard LAUGIER
- 1966 : Jean-Pierre FOULQUIE
- 1972 : Paul RYCKESBUSCH
- 1975 : Maurice LACOSTE
- 1978 : Jean-Charles ASTRUC
- 1982 : Bernard LEURQUIN
- 1985 : Yves HENRI
- 1988 : Jacques LE HENAFF
- 1990 : Jean MAZZOCCHI
- 1995 : Francis CAVEL
- 1998 : Raymond CERVELLE
- 2001 : Francis VUIBERT
- 2003 : Georges AMBROISE
- 2005 : Philippe RONSSIN
- 2009 : Jacky HAUTIER
- 2011 : Christine BOEHLER
- 2013 : François PROISY
- 2018 : Frédéric CARRE
- 2022 : Richard-Daniel BOISSON
- 2024 : Hélène GERONIMI